# 박선원 (1963년)
박선원(朴善源, 1963년 1월 14일~)은 대한민국의 관료, 외교관, 정치인, 교수이다. 제22대 국회의원이다. 연세대학교 국제학연구소, 통일연구원 등의 연구교수이자 청와대 국가안보회의 전략실 행정관, 대통령비서실 외교안보비서관, 국정원장 특보, 기조실장, 1차장 등을 역임했다.

## 어린 시절
1963년 1월 4일 전라남도 나주군 남평면(현 전라남도 나주시 남평읍)에서 태어났다. 1982년 영산포상업고등학교를 졸업하였다. 연세대학교 경영대학에서 경영학 학사 학위를 취득하였다. 연세대학교 재학 중일 때 민족통일 민주쟁취 민중해방 투쟁위원회, 약칭 삼민투위원장으로 활동했으며, 1985년 5월 광주학살원흉처단투쟁위원회 위원장으로 활동하였다. 1986년 3월에는 삼민투 위원장으로서 서울 미국문화원 점거농성 사건에 가담하지는 않았지만 배후로 지목되어 특수공무집행방해치상, 국가보안법 위반, 폭력행위 등 처벌에 관한 법률 위반, 집회 및 시위에 관한 법률 위반 등으로 징역 3년 및 자격정지 3년 형을 선고받고 복역하다가, 1988년 특별사면되었다. 1995년 같은 대학교 대학원에서 경영학 석사 학위를 받았다. 이후 2000년 워릭대학교 대학원에서 국제정치학 박사 학위를 취득하였다. 박사학위 논문에서 "미국은 민간정부 수립을 목표로 신군부와 지속적인 갈등을 빚은 반면, 일본은 한반도의 조기 안정과 자국의 이익 측면에서 신군부를 적극적으로 지원했다”고 주장했다.

## 경력
2000년부터 연세대학교 국제학연구소 연구교수로 재직하였고, 2001년부터는 연세대학교 통일연구원 연구교수를 지냈다. 

### 노무현 정부
노무현 정부 대통령직인수위원회에서 외교안보통일 분과 자문위원으로 활동했다. 2003년 국가안전보장회의 사무처 행정관에 임명되었으며, 같은 해 전략기획실 국장으로도 임명되었다. 전략기획실 국장으로 2005년 6자 회담 대한민국 대표단으로 참가했으며, 9·19 공동성명을 이끌어낸 주역으로 평가받았다. 2006년 2월부터 2008년 2월까지 대통령비서실 통일외교안보전략비서관을 역임하였다.  

### 이후 활동
통일외교안보전략전략비서관 퇴임 이후 미국 워싱턴 브루킹스연구소 초빙연구원으로 활동하였다. 2010년 천안함 피격 사건과 관련해 민주당 천안함 특별위원회 자문위원으로 활동하면서 대한민국 정부가 공개하지 않은 항적정보, 교신 기록 정보를 미국이 가지고 있다고 주장했다가 5월 김태영 당시 국방부 장관으로부터 명예훼손으로 고발당했다. 해당 사건을 수사한 서울중앙지방검찰청은 2010년 10월 무혐의 처분했다.
2011년 사람사는세상 노무현재단 전남지역위원회 준비위원장을 맡았으며, 2012년 제19대 국회의원 선거에서 전남 나주시·화순군 지역구 국회의원 민주통합당 예비후보로 출마하였으나 배기운 후보에게 경선에서 패했다. 같은 해 1월부터 3월까지 제19대 국회의원 선거 전남 나주시·화순군 지역구 국회의원 선거 민주통합당 배기운 후보의 상임선대위원장을 맡았다. 2012년 인천광역시 국제협력투자유치 특보로 위촉되었으며, 인천광역시가 출자한 특별목적회사인 미단시티개발의 대표로 임명되어 2014년 10월까지 근무했다. 2014년 7월 상반기 재보궐선거에서 전남 나주시·화순군 지역구 국회의원 새정치민주연합 예비후보로 다시 출마하였다. 2017년 4월부터 5월까지 제19대 대통령 선거 더불어민주당 문재인 대통령 후보 선거대책위원회 안보상황단 부단장으로 활동하였다.

### 문재인 정부
2018년 1월 10일부터 2018년 7월 20일까지 제18대 주상하이 대한민국 총영사를 지냈으며, 2018년 7월 20일부터 국가정보원장 외교안보특별보좌관으로 활동하였다. 2020년 8월 4일부터 2021년 11월 26일까지 국가정보원 기획조정실장을 역임하였고, 2021년 11월 29일부터 국가정보원 제1차장으로 임명되어 2022년 5월 11일까지 재직했다. 2023년 1월부터 2024년 4월까지 김진표 국회의장 직속 경제외교자문위원회 정부위원으로 활동하였다. 
2023년 12월 더불어민주당에 입당하였다. 2024년 3월부터 2024년 7월까지 더불어민주당 정책위원회 부의장을 역임하였다.

## 의정 활동
제22대 국회의원 선거을 앞두고 2023년 12월 더불어민주당에 입당하였다. 프라이머리 선거에서 이동주 의원을 꺾고 후보로 공천되었다. 2024년 4월 10일 제22대 국회의원 선거에서 인천 부평구 을 지역구에 더불어민주당 후보로 출마하여 당선되며 초선 국회의원이 되었다. 2024년 5월부터 더불어민주당 인천광역시당 부평구 을 지역위원회 위원장을 맡고 있으며, 2024년 8월부터 더불어민주당 전략기획위원회 상황실장 겸 수석부위원장에 임명되었다.

### 위원회
- 2024년 6월~: 제22대 국회 전반기 국방위원회 위원
- 2024년 6월~: 제22대 국회 전반기 정보위원회 간사
- 2024년 12월~2025년 2월: 제22대 국회 윤석열 정부의 비상계엄 선포를 통한 내란 혐의 진상규명 국정조사 특별위원회 위원
- 2025년 6월~2025년 7월: 제22대 국회 국무총리(김민석) 임명동의에 관한 인사청문 특별위원회 위원

## 역대 선거 결과
| 실시년도 | 선거   | 대수 | 직책     | 선거구         | 정당         | 득표수   | 득표율          | 순위 | 당락 | 비고 |
| -------- | ------ | ---- | -------- | -------------- | ------------ | -------- | --------------- | ---- | ---- | ---- |
| 2024년   | 총선   | 22대 | 국회의원 | 인천 부평구 을 | 더불어민주당 | 70,896표 | \| \| 51.36% \| | 1위  |      | 초선 |
|          | 51.36% |      |          |                |              |          |                 |      |      |      |

## 소속 정당
| 소속 정당 | 소속 정당      | 소속 기간 | 비고      |
| --------- | -------------- | --------- | --------- |
|           | 민주통합당     | 2012~2013 | 정계 입문 |
|           | 민주당         | 2013~2014 | 당명 변경 |
|           | 새정치민주연합 | 2014~2015 | 합당      |
|           | 더불어민주당   | 2015~2018 | 당명 변경 |
|           | 무소속         | 2018~2023 | 탈당      |
|           | 더불어민주당   | 2023~현재 | 복당      |

## 같이 보기
- 부평구 을
- 인천 부평구의 국회의원
- 대한민국의 국가정보원 차장
- 대한민국의 국가정보원 기획조정실장